# Christian Taubmann
Christian Taubmann (* 27. September 1597 in Wittenberg; † 29. November 1651 in Wittenberg) war ein deutscher Rechtswissenschaftler.

## Leben
Taubmann war der älteste Sohn des Friedrich Taubmann und wurde schon in frühster Kindheit zum Studieren angehalten. Zunächst durch Privatlehrer ausgebildet, erhielt er mit zwölf Jahren ein Stipendium. Er bezog 1608 unter dem Rektorat seines Vaters die Universität Wittenberg und wechselte 1621 an die Universität Altdorf, wo er zwei Jahre lang Jura studierte. Er kehrte zurück nach Wittenberg, zog 1626 an die Universität Straßburg, 1628 an die Universität Basel, wo er am 10. Mai zum Doktor der Rechte promovierte. Danach unternahm er noch eine Studienreise, die ihn an verschiedene Universitätsorte führte.
1629 kehrte er nach Wittenberg zurück, wo er 1630 außerordentlicher Professor wurde, bis ihn 1634 der Kurfürst von Sachsen als ordentlichen Professor bestätigte und er über die Institutionen las. Er rückte in weitere Professuren auf, wurde damit auch Assessor der Juristenfakultät, des Schöppenstuhls, des kurfürstlichen Hofgerichts in Wittenberg und war zuletzt als Assessor des Landgerichts in der Niederlausitz berufen worden. Diese Stelle konnte er jedoch aufgrund seiner gesundheitlichen Verfassung nicht mehr übernehmen. Nachdem er 1641 und 1651 auch das Rektorat der Wittenberger Akademie verwaltet hatte, starb er kurz nach der Übergabe desselben, unter großen Schmerzen. Nachdem ihm Abraham Calov die Leichenrede gehalten hatte, wurde er am 4. Dezember 1651 in der Wittenberger Stadtkirche beigesetzt.

## Familie
Taubmann war zweimal verheiratet.
Am 14. September 1630 in Wittenberg mit Maria Magdalena (geborene Hillinger, * 10. Mai 1608 in Freiburg; † 7. September 1632 in Wittenberg), Tochter des Gabriel Hillinger und seiner Frau Magdalena (geborene Horn; † 1611).
- Friedrich († 7. September 1632)
- Christian Taubmann († 1631)

Am 21. Oktober 1633 mit Hedwig (geborene Graf, * 10. August 1614 in Lichtenburg/Prettin; † 5. November 1644 in Wittenberg), Tochter des kurfürstlich sächsischen Verwalters in Lichtenburg Moritz Graf und seiner Frau Christina (geborene Paulis) aus Schleswig im Herzogtum Schleswig.
- Hedwig Catarina Taubmann (* 15. Oktober 1644; † vor 1651)
- Christina Elisabeth Taubmann (* 17. März 1642; nach 1651).

## Werkauswahl
Neben verschiedenen Disputationen die mit seiner Universitätstätigkeit verbunden waren, brachte er die Werke heraus:
- Collegium Institutionum. Wittenberg 1645.
- Ad. I a. D. de orgine Juris. Wittenberg 1635.